# Centro Internacional Escarré para las Minorías Étnicas y Nacionales
El Centro Internacional Escarré para las Minorías Étnicas y Nacionales (CIEMEN) (en catalán: Centre Internacional Escarré per a les Minories Ètniques i Nacionals) es una asociación no gubernamental fundada en 1974 por Aureli Argemí, antiguo monje de la Abadía de Montserrat y antiguo secretario del abad Aureli Maria Escarré. Promueve el conocimiento y reconocimiento no solamente de la "realidad nacional catalana", sino también de las minorías nacionales de alrededor del mundo en general y de Europa en particular.
Ejerce como centro de documentación especializado en las minorías étnicas y las naciones, y organiza conferencias y simposios, tanto en el ámbito catalán como en el exterior. Publica regularmente la revista Europa de les Nacions ("Europa de las Naciones) y ha editado Altres Nacions ("Otras Naciones"), donde no solo se han publicado monográficos sobre territorios como Occitania o Quebec, sino desde donde también se ha difundido la situación política y legal de las minorías. El CIEMEN presentó ante la ONU una proposición sobre el derecho universal a la lengua propia.
El CIEMEN también ha promovido la coorganización de la Conferencia Mundial de los Derechos Lingüísticos, con la consiguiente Declaración Universal y su Comité de Seguimiento, la Conferencia de Naciones sin Estado de Europa Occidental (CONSEU).
El CIEMEN forma parte de la red Mercator de documentación sobre legislación y derechos lingüísticos de los 40 millones de personas que hablan alguna de las lenguas minorizadas de Europa

## Publicaciones
- Minoranze fue una revista publicada en Italia (y en italiano) e 1974, dedicada a dar a conocer la problemática de las pequeñas nacionalidades europeas. Publicó dosieres sobre Cerdeña, Friulia, el Valle de Aosta, los arbëreshë y otras minorías de Italia. En 1978 fue sustituida por Altres Nacions.
- Altres Nacions fue una revista publicada entre 1978 y 1987 dirigida por Aureli Argemí Roca, que continuaba la tarea iniciada con Minoranze, publicada en el exilio y en lengua italiana. Llevó a cabo una importante tarea de divulgación sobre minorías étnicas y naciones sin Estado, publicando destacados dosieres sobre Occitania, Quebec, Córcega, Kosovo, Bosnia y Herzegovina, así como sobre la situación lingüística en Gales, Irlanda y Flandes.
- Europa de les Nacions es una revista trimestral editada por el CIEMEN desde 1987. Sustituye a Altres Nacions y, también dirigida por Argemí, se propone dar a conocer la realidad de las naciones sin Estado, las minorías étnicas y las lenguas minoritarias, especialmente de Europa.
- Nationalia es, desde julio de 2007, un diario digital de actualidad de las naciones sin Estado de todo el mundo, con información diaria actualizada y fichas monográficas de la situación de los diversos pueblos y naciones sin Estado en Europa.